# Scaramuccia da Forlì
Scaramuccia da Forlì (overleden in 1450) was een Italiaans condottiere, actief in de eerste helft van de 15th eeuw. In het Italiaans betekent zijn naam "schermutseling". Hij was afkomstig uit de stad Forlì in Romagna.
De eerste vermelding van Scaramuccia was in 1433 als connestabile (leidend officier) van een van de poorten van de stad Forlì. Hij was lid van de factie die streed tegen de Ordelaffi. Toen die opnieuw de controle over de stad kregen werd hij verbannen.
In 1438, tijdens de oorlog tussen de Republiek Venetië en het Hertogdom Milaan, bestreed hij succesvol de belegering van de stad Brescia door Niccolò Piccinino, generaal van Filippo Maria Visconti, de Hertog van Milaan. Vervolgens verdedigde hij Brescia met 29 Bergamaskische soldaten.
In de jaren daarop bleef Scaramuccia trouw aan de Serenissima, en in de zomer van 1446 vocht hij tegen het leger van Visconti aan het hoofd van 400 man infanterie. Zijn bevelhebber was de beroemde Micheletto Attendolo. Hij bevrijdde de stad Cremona, die werd belegerd door Francesco Piccinino en Luigi dal Verme.
Scaramuccia overleed in 1450.

## Bron
- (it)  Pagina op condottieridiventura.it